# G. Lenôtre

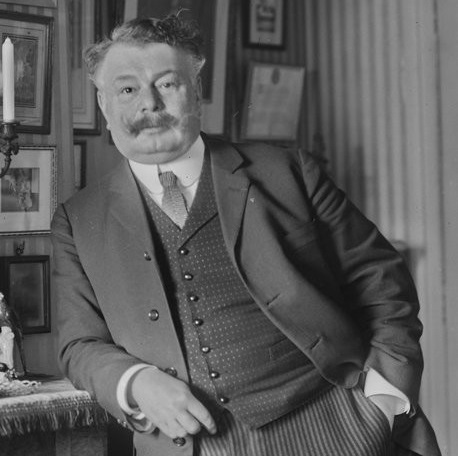
Georges Lenôtre (1909)

G. Lenôtre (* 7. Oktober 1855 in Richemont; † 7. Februar 1935 in Paris) war ein französischer Historiker und Mitglied der Académie française.

## Leben
Théodore Gosselin (auch: Georges Lenotre) war ein Nachfahre des Gartenarchitekten André Le Nôtre. Er nahm deshalb für alle seine Veröffentlichungen das Pseudonym G (=Gosselin). Lenôtre an. Er wuchs in Richemont und Metz auf. 1870 wich seine Familie vor den Deutschen zuerst nach Nancy, dann nach Paris aus. Er begann, wie sein Vater, eine Tätigkeit in der Zollverwaltung, ging dann zum Journalismus über und spezialisierte sich in der Geschichte von Paris. Seine zahlreichen Bücher, die hohe Auflagen erreichten und in 16 Sprachen (einschließlich Deutsch) übersetzt wurden, brachten ihm 1932 den Sitz Nr. 30 in der Académie française ein, doch war er schon zu krank, um noch offiziell aufgenommen werden zu können. Er starb 1935 im Alter von 79 Jahren. In Richemont trägt eine Schule seinen Namen. In Metz und Rambouillet sind Straßen nach ihm benannt.
G. Lenôtre forschte und schrieb vor allem über die Französische Revolution. Seine Spezialität war die historische Spurensicherung vor Ort. Er begab sich immer an die Orte des Geschehens und schrieb detaillierte Geschichte von unten. Im Zentrum seiner Beobachtung stand das anekdotische Randgeschehen (französisch: La petite histoire). Damit hatte er beim Leserpublikum großen Erfolg, wurde aber von der Historikerzunft lange nicht ernst genommen. Erst in neuester Zeit kam es über die Bewegung der Struktur- und Sozialgeschichte zu einer gewissen Ehrenrettung, für die das Buch G. Lenotre. Le grand historien de la petite histoire von 2013 der Beweis ist.

## Werke (deutsch)
- Das revolutionäre Paris. Reinhardt, München 1913.
- Der Baron von Batz, der große Unbekannte der großen Revolution. Manz, Wien 1921.
- Die schwarze Nadel. Missionsdruckerei Steyl 1924.
- Im Schatten der Guillotine. C. H. Beck, München 1941. Biederstein, München 1949.
- Die Göttin der Vernunft. Biederstein, München 1948.
- Wenn Steine reden. Palladium Verlag, Heidelberg 1952. Deutscher Jugendbuch-Vertrieb, Frankfurt am Main 1954. (übersetzt von Friedrich Sieburg)
- Historie und Histörchen. Classen, Zürich 1958.
- Weihnachtsgeschichten. Contes historiques de Noe͏̈l. Langewiesche-Brandt, Ebenhausen bei München 1963. Deutscher Taschenbuch-Verlag, München 1973. (zweisprachige Ausgabe)
- Die Guillotine und die Scharfrichter zur Zeit der französischen Revolution. Kulturverlag Kadmos, Berlin 1996.
- Die stummen Helden der Revolution. Kulturverlag Kadmos, Berlin 2001